# Aktinidija
Aktinidija (lat. Actinidia), biljni rod iz porodice aktinidijevki (Actinidiaceae) kojemu pripada zasad 75 priznatih vrsta raširenih po Aziji, uglavnom u Kini, poluotoku Koreja, Japanu i Tajvanu.
Aktinidije su grmlje i manje drveće od kojih neki daju jestive plodove poznate kao kivi ili aktinidija.

## Vrste
1. Actinidia acuminata Budisch. ex Trautv.
2. Actinidia arguta (Siebold & Zucc.) Planch. ex Miq.
3. Actinidia callosa Lindl.
4. Actinidia chengkouensis C.Y.Chang
5. Actinidia chinensis Planch.
6. Actinidia chrysantha C.F.Liang
7. Actinidia cylindrica C.F.Liang
8. Actinidia eriantha Benth.
9. Actinidia farinosa C.F.Liang
10. Actinidia fasciculoides C.F.Liang
11. Actinidia fortunatii Finet & Gagnep.
12. Actinidia fulvicoma Hance
13. Actinidia glaucocallosa C.Y.Wu
14. Actinidia grandiflora C.F.Liang
15. Actinidia hemsleyana Dunn
16. Actinidia henryi Dunn
17. Actinidia holotricha Finet & Gagnep.
18. Actinidia hubeiensis H.M.Sun & R.H.Huang
19. Actinidia indochinensis Merr.
20. Actinidia kolomikta (Maxim.) Maxim.
21. Actinidia laevissima C.F.Liang
22. Actinidia lanceolata Dunn
23. Actinidia latifolia (Gardner & Champ.) Merr.
24. Actinidia liangguangensis C.F.Liang
25. Actinidia lijiangensis C.F.Liang & Y.X.Lu
26. Actinidia linguiensis R.G.Li & X.G.Wang
27. Actinidia longicarpa R.G.Li & M.Y.Liang
28. Actinidia macrosperma C.F.Liang
29. Actinidia melanandra Franch.
30. Actinidia melliana Hand.-Mazz.
31. Actinidia obovata Chun ex C.F.Liang
32. Actinidia pentapetala R.G.Li & J.W.Li
33. Actinidia persicina R.G.Li & L.Mo
34. Actinidia pilosula (Finet & Gagnep.) Stapf ex Hand.Mazz.
35. Actinidia polygama (Siebold & Zucc.) Planch. ex Maxim.
36. Actinidia rongshuiensis R.G.Li & X.G.Wang
37. Actinidia rubricaulis Dunn
38. Actinidia rubus H.Lév.
39. Actinidia rudis Dunn
40. Actinidia rufa (Siebold & Zucc.) Planch. ex Miq.
41. Actinidia rufotricha C.Y.Wu
42. Actinidia sabiifolia Dunn
43. Actinidia sorbifolia C.F.Liang
44. Actinidia stellatopilosa C.Y.Chang
45. Actinidia strigosa Hook.f. & Thomson
46. Actinidia styracifolia C.F.Liang
47. Actinidia suberifolia C.Y.Wu
48. Actinidia tetramera Maxim.
49. Actinidia trichogyna Franch.
50. Actinidia ulmifolia C.F.Liang
51. Actinidia umbelloides C.F.Liang
52. Actinidia valvata Dunn
53. Actinidia venosa Rehder
54. Actinidia vitifolia C.Y.Wu
55. Actinidia zhejiangensis C.F.Liang

## Vanjske poveznice
|  | Zajednički poslužitelj ima još gradiva o temi Actinidia |
|  | Wikivrste imaju podatke o taksonu Actinidia             |